# Peñasco Trendall
El Peñasco Trendall (en inglés: Trendall Crag) es un peñasco de 1005 m s. n. m. ubicado en la parte norte del Fiordo de Drygalski en el extremo sureste de Georgia del Sur, un territorio ubicado en el océano Atlántico Sur, cuya soberanía está en disputa entre el Reino Unido el cual las administra como «Territorio Británico de Ultramar de las islas Georgias del Sur y Sandwich del Sur», y la República Argentina que las integra al Departamento Islas del Atlántico Sur, dentro de la Provincia de Tierra del Fuego, Antártida e Islas del Atlántico Sur. Fue encuestado por el South Georgia Survey (SGS) en el período 1951-1957 en virtud de Duncan Carse, y recibió el nombre de Alec Trendall, geólogo de la SGS, en los períodos 1951-1952 y 1953-1954.